# CQ!ペット21
『CQ!ペット21』は、1960年6月8日から1961年3月1日まで日本テレビ系列で放送されていたテレビドラマである。トヨタ自動車の一社提供。全39話。放送時間は毎週水曜 18:15 - 18:45 （日本標準時）。

## 概要
少年探偵の兄弟と仮面のヒーロー・ブラックマスクの活躍を描いたテレビドラマ。ブラックマスクは、『怪人二十面相』で明智小五郎役を務めた佐伯徹が演じている。
タイトルは、無線略符号のCQと「トヨペット・クラウン・デラックスR21型」に由来する。ブラックマスクはアマチュア無線の呼びかけにより、クラウン・コンバーチブル改に乗って現れる。
小沢さとるや南村喬、芳谷圭児によるコミカライズ作品も存在。小沢版は小学館の『小学五年生』に、芳谷版・南村版は集英社の『少年ブック』にそれぞれ連載された。

## 登場人物
久保田勇一
空手や柔道の達人であるスポーツ万能少年。
久保田健次
勇一の弟。ハムや理数系に長けた少年科学者。
ブラックマスク
健次のハムの呼びかけにより現れる仮面の男。緑色のクラウン・コンバーチブルに乗っている。

## 関連商品
- CQ!ペット21!いろはかるた - 鈴木出版株式会社発行[5]
- CQ!ペット21!（鈴木出版 おはなしえほんシリーズ 16）[6]